# Ligier JS37
Chronologie des modèles (1992)
Ligier JS35B Ligier JS39
La Ligier JS37 est la monoplace de Formule 1 engagée par l'écurie française Ligier dans le cadre du championnat du monde de Formule 1 1992. Propulsée par un moteur V10 Renault, elle est pilotée par le Belge Thierry Boutsen et le Français Érik Comas, qui effectuent leur deuxième saison au sein de l'équipe française.

## Historique
Durant l’intersaison 1991-1992, Ligier envisage de recruter le triple champion du monde Alain Prost. Or, celui-ci exige le recrutement de John Barnard en qualité de directeur technique, Hugues de Chaunac comme directeur sportif, et l'établissement d'un budget de 500 millions de francs afin de lutter pour le titre des pilotes et des constructeurs. L'arrivée de Prost entraînerait alors le licenciement de Thierry Boutsen, pourtant recruté comme chef de file en 1991. Le 18 janvier 1992, Prost se rend sur le circuit du Castellet pour tester la Ligier JS37. Afin de ne pas être reconnu par les journalistes, il porte un casque appartenant à Érik Comas et une combinaison immaculée. Quelques jours plus tard, le Français essaie à nouveau la JS37 sur le circuit d'Estoril. Guy Ligier propose alors à Prost un contrat de trois ans et une entrée dans le capital de l'écurie, mais celui-ci refuse et réclame la prise de contrôle totale de l'équipe pour juillet 1992. Finalement, Renault, qui soutient le pilote français, conseille à ce dernier de rejoindre Williams, l'équipe d'usine du constructeur français, puisque Ligier n'est qu'une équipe cliente à qui elle revend ses moteurs.
En championnat, la Ligier JS37 est une monoplace peu performante qui se bat régulièrement dans le ventre mou du peloton. Elle marque ses premiers points lors de la septième manche de la saison, disputée au Canada, où Comas, qualifié en vingt-deuxième place sur la grille, termine sixième, tandis que son équipier finit dixième,. Lors du Grand Prix suivant, en France, Comas franchit la ligne d'arrivée en cinquième position, alors que Boutsen abandonne à la suite d'un tête-à-queue. En Allemagne, les deux pilotes Ligier terminent sixième et septième.
Après le Grand Prix d'Allemagne, Comas ne parvient plus à terminer une seule course, en raison des problèmes de fiabilité de sa monoplace et d'erreurs de pilotage. Lors de la première séance d'essais libres du Grand Prix de Belgique, disputé sur le circuit de Spa-Francorchamps, le Français est victime d'une violente sortie de piste à hauteur du virage de Blanchimont et est assommée par l'une de ses roues, projetée dans les airs. Alors que le moteur Renault de la JS39 tourne toujours, menaçant ainsi la monoplace d'exploser, Ayrton Senna quitte le volant de sa McLaren MP4/7A et coupe le contact de la Ligier. Conduit à l'hôpital de Liège, Comas, qui ne souffre que d'une légère commotion cérébrale, n'est pas autorisé à poursuivre l'épreuve par le professeur Sid Watkins, le médecin du paddock.
De son côté, Thierry Boutsen inscrit deux points lors de la dernière manche de la saison, en Australie, où il termine cinquième après s'être élancé depuis la vingt-deuxième place sur la grille, alors que Comas, qualifié neuvième, abandonne à la suite de la casse de son moteur,.
À l'issue du championnat, Ligier termine huitième du championnat du monde des constructeurs avec six points ; Érik Comas se classe onzième du championnat des pilotes avec quatre points, et Thierry Boutsen est seizième avec deux points.

## Résultats en championnat du monde de Formule 1
| Saison | Écurie                 | Moteur           | Pneumatiques | Pilotes         | Courses | Courses | Courses | Courses | Courses | Courses | Courses | Courses | Courses | Courses | Courses | Courses | Courses | Courses | Courses | Courses | Points inscrits | Classement |
| Saison | Écurie                 | Moteur           | Pneumatiques | Pilotes         | 1       | 2       | 3       | 4       | 5       | 6       | 7       | 8       | 9       | 10      | 11      | 12      | 13      | 14      | 15      | 16      | Points inscrits | Classement |
| ------ | ---------------------- | ---------------- | ------------ | --------------- | ------- | ------- | ------- | ------- | ------- | ------- | ------- | ------- | ------- | ------- | ------- | ------- | ------- | ------- | ------- | ------- | --------------- | ---------- |
| 1992   | Ligier Gitanes Blondes | Renault V10 RS3C | Goodyear     |                 | AFS     | MEX     | BRÉ     | ESP     | SMR     | MON     | CAN     | FRA     | GBR     | ALL     | HON     | BEL     | ITA     | POR     | JAP     | AUS     | 6               | 8e         |
| 1992   | Ligier Gitanes Blondes | Renault V10 RS3C | Goodyear     | Thierry Boutsen | Abd     | 10e     | Abd     | Abd     | Abd     | 12e     | 10e     | Abd     | 10e     | 7e      | Abd     | Abd     | Abd     | 8e      | Abd     | 5e      | 6               | 8e         |
| 1992   | Ligier Gitanes Blondes | Renault V10 RS3C | Goodyear     | Érik Comas      | 7e      | 9e      | Abd     | Abd     | 9e      | 10e     | 6e      | 5e      | 8e      | 6e      | Abd     | Nq      | Abd     | Abd     | Abd     | Abd     | 6               | 8e         |

Légende : ici 